# Hydrellia bicarina
Hydrellia bicarina är en tvåvingeart som beskrevs av Deonier 1995. Hydrellia bicarina ingår i släktet Hydrellia och familjen vattenflugor.
Artens utbredningsområde är Mississippi. Inga underarter finns listade i Catalogue of Life.